# Canton de Béziers-2
Le canton de Béziers 2 est une circonscription électorale française située l'Hérault, dans l'Arrondissement de Béziers.
À la suite du redécoupage cantonal de 2014, les limites territoriales du canton sont remaniées.

## Histoire
Les cantons de Béziers-1 et Béziers-2 ont été créés par l'arrêté du 3 Brumaire An X (25 octobre 1801).
Le décret du 23 juillet 1973 les a divisés, créant les cantons de Béziers-3 et Béziers-4.

## Représentation

### Conseillers généraux de 1833 à 2015
| Période | Période          | Identité                      | Étiquette               | Qualité |
| ------- | ---------------- | ----------------------------- | ----------------------- | --- |
| 1833    | 1848             | Louis Antoine Léandre Brousse |                         | Propriétaire, maire de Sérignan |
| 1848    | 1874             | Ernest-Henri du Lac           | Droite                  | Propriétaire, maire de Cazouls |
| 1874    | 1878 (démission) | Émile Vernhes                 | Républicain             | Docteur-médecin à Béziers Député (1876-1890) |
| 1878    | 1886             | Étienne Cazals                | Républicain             | Maire de Béziers (1881-1882, 1884-1888 et 1892-1893) |
| 1886    | 1892             | Alphonse Mas                  | Républicain             | Avoué, maire de Béziers (1888-1892 et 1893-1900) Député (1890-1898) |
| 1892    | 1898             | Henri Berthomieu              | Républicain radical     | Avocat à Béziers |
| 1898    | 1904             | Célestin Abbès                | Socialiste puis Radical | Maire de Sérignan |
| 1904    | 1910             | Henri Biscaye                 | Républicain             | Conseiller municipal de Béziers |
| 1910    | 1919             | Louis Lafferre                | Rad.                    | Professeur d'enseignement secondaire Ancien conseiller municipal de Narbonne (Aude) Président du GODF Député (1898-1919) Sénateur (1920-1924) Ministre (1910-1911 et 1917-1920) |
| 1919    | 1940             | Ernest Blanchon (1876-1954)   | Rad.                    | Médecin à Béziers |
|         |                  |                               |                         | |
| 1945    | 1949             | Joseph Lazare                 | PCF                     | Sénateur (1946-1948) Maire de Béziers (1944-1947) |
| 1949    | 1955             | Raymond Donnadieu             | RGR                     | Maire de Cazouls-lès-Béziers (1945-1953) |
| 1955    | 1967 (décès)     | Joseph Lazare                 | PCF                     | Ouvrier Sénateur (1946-1948) Ancien Maire de Béziers |
| 1967    | 1973             | Jules Faigt                   | SFIO puis PS            | Employé de commerce (VRP) Adjoint au maire de Béziers Elu en 1973 dans le Canton de Béziers-3                                                                                   |
| 1973    | 1988             | Guy Bousquet                  | PCF                     | Agent de lycée Adjoint au maire de Béziers |
| 1988    | 1989 (démission) | Alain Barrau                  | PS                      | Enseignant Député (1986-1993 et 1997-2002) Maire de Béziers (1989-1995) |
| 1989    | 2008             | Eliane Bauduin                | PS                      | Adjointe au maire de Béziers (1977-1983 et 1989-1995) Conseillère municipale de Béziers (1983-1989 et 2008-2009) Conseillère régionale (2004-2010)                              |
| 2008    | 2015             | Gérard Gautier                | UMP                     | Agriculteur Maire de Cers |

### Conseillers d'arrondissement (de 1833 à 1940)
| Période                                  | Période           | Identité                                  | Étiquette                | Qualité |
| ---------------------------------------- | ----------------- | ----------------------------------------- | ------------------------ | --- |
| 1833                                     | 1839              | Nicolas Joseph Chavernac (né en 1776)     |                          | Médecin à Béziers |
| 1839                                     | 1842              | Jacques Azaïs père (1778-1856)            |                          | Avocat à Béziers |
| 1842                                     | 1852              | Pierre Louis Hippolyte Daurel (1807-1882) |                          | Juge à Béziers, propriétaire à Maraussan                                                                                              |
| 1852                                     | 1871              | Jean-Louis-Eugène Chavernac               |                          | Administrateur des prisons, Béziers                                                                                                   |
| 1871                                     |                   | Casimir Sèbe                              |                          | Propriétaire à Cazouls-lès-Béziers |
|                                          |                   |                                           |                          | |
| 1889                                     | 1889 (annulation) | Charles-Ange Laisant                      | Boulangiste              | Officier du Génie Député de Loire-Inférieure (1876-1885) puis de la Seine (1885-1893) Ancien conseiller général du canton de Nantes-1 |
| 8 décembre 1889                          | 1892              |                                           |                          | |
| 1892                                     | 1895              | Bruno Audié                               | Républicain              | Propriétaire à Corneilhan |
| 1895                                     |                   | Hippolyte Bernard                         | Radical Défense viticole | Maire de Lespignan, Président du Conseil d'arrondissement                                                                             |
|                                          |                   |                                           |                          | |
| 1925                                     | 1937              | André Granaud                             | Radical                  | Président de la Chambre de commerce, conseiller municipal de Béziers                                                                  |
| 1937                                     | 1940              | Paul Mathieu (1886-1963)                  | SFIO                     | Épicier, maire de Vendres (1929-1941 et 1945-1947)                                                                                    |
| 1940                                     |                   |                                           |                          | Les conseils d'arrondissement ont été suspendus par la loi du 12 octobre 1940 et n'ont jamais été réactivés                           |
| Les données manquantes sont à compléter. |                   |                                           |                          | |

### Conseillers départementaux à partir de 2015
| Période élective | Période élective | Mandat | Mandat   | Identité                | Nuance | Nuance | Qualité                                         |
| ---------------- | ---------------- | ------ | -------- | ----------------------- | ------ | ------ | ----------------------------------------------- |
| 2015             | 2021             | 2015   | 2021     | Marie-Emmanuelle Camous |        | DVD    | Employée                                        |
| 2015             | 2021             | 2015   | 2021     | Jean-François Corbière  |        | RN     | Enseignant                                      |
| 2021             | 2028             | 2021   | en cours | Marie-Emmanuelle Camous |        | DVD    | Conseillère sortante                            |
| 2021             | 2028             | 2021   | en cours | Gilles Sacaze           |        | RN     | Dirigeant de société, ancien militaire, Béziers |

### Résultats détaillés

#### Élections de mars 2015
À l'issue du 1er tour des élections départementales de 2015, deux binômes sont en ballottage : Marie-Emmanuelle Camous et Jean-François Corbière (FN, 45,74 %) et Muriel Chiffre-Abiad et Michel Suere (Union de la Droite, 21,17 %). Le taux de participation est de 46,83 % (11 471 votants sur 24 496 inscrits) contre 51,87 % au niveau départemental et 50,17 % au niveau national.
Au second tour, Marie-Emmanuelle Camous et Jean-François Corbière (FN) sont élus avec 54,14 % des suffrages exprimés et un taux de participation de 48,84 % (5 846 voix pour 11 963 votants et 24 496 inscrits).

#### Élections de juin 2021
Le premier tour des élections départementales de 2021 est marqué par un très faible taux de participation (33,26 % au niveau national). Dans le canton de Béziers-2, ce taux de participation est de 27,62 % (6 827 votants sur 24 718 inscrits) contre 33,27 % au niveau départemental. À l'issue de ce premier tour, deux binômes sont en ballottage : Marie-Emmanuelle Camous et Gilles Sacaze (RN, 63,92 %) et Colette Ciani et Corentin Coko (Union à gauche avec des écologistes, 18,65 %).
Le second tour des élections est marqué une nouvelle fois par une abstention massive équivalente au premier tour. Les taux de participation sont de 34,36 % au niveau national, 34,7 % dans le département et 30,41 % dans le canton de Béziers-2. Marie-Emmanuelle Camous et Gilles Sacaze (RN) sont élus avec 67,68 % des suffrages exprimés (4 770 voix pour 7 519 votants et 24 727 inscrits).
| Commune        | Premier tour | Premier tour | Premier tour |         | Second tour | Second tour |
| Commune        | RN           | DVG          | PS-PCF       | RN      | DVG         |             |
| -------------- | ------------ | ------------ | ------------ | ------- | ----------- | ----------- |
| Commune        |              |              |              |         |             |             |
| Béziers        | 64,11 %      | 19,48 %      | 16,41 %      | 67,73 % | 32,27 %     |             |
| Corneilhan     | 64,01 %      | 13,77 %      | 22,22 %      | 69,18 % | 30,82 %     |             |
| Lignan-sur-Orb | 62,48 %      | 15,26 %      | 22,25 %      | 66,42 % | 33,58 %     |             |
| Canton         | 63,92 %      | 18,65 %      | 17,43 %      | 67,68 % | 32,32 %     |             |

## Composition

### Composition de 1973 à 2015
L'ancien canton de Béziers-2 regroupait six communes entières et une fraction de la commune de Béziers.
| Nom                    | Code Insee | Codepostal  | Superficie (km2) | Population (dernière pop. légale) | Densité (hab./km2) |
| ---------------------- | ---------- | ----------- | ---------------- | --------------------------------- | ------------------ |
| Bassan                 | 34025      | 34290       | 6,79             | 1 793 (2012)                      | 264                |
| Boujan-sur-Libron      | 34037      | 34760       | 7,02             | 3 151 (2012)                      | 449                |
| Lieuran-lès-Béziers    | 34139      | 34290       | 8,51             | 1 446 (2012)                      | 170                |
| Cers                   | 34073      | 34420       | 7,85             | 2 211 (2012)                      | 282                |
| Villeneuve-lès-Béziers | 34336      | 34420 34500 | 17,31            | 4 149 (2012)                      | 240                |
| Portiragnes            | 34209      | 34420       | 20,16            | 3 243 (2012)                      | 161                |

### Composition depuis 2015
Le nouveau canton de Béziers-2 est composé de deux communes entières et une fraction de Béziers.
| Nom                             | Code Insee | Intercommunalité        | Superficie (km2) | Population (dernière pop. légale)                | Densité (hab./km2) | Modifier                                    |
| ------------------------------- | ---------- | ----------------------- | ---------------- | ------------------------------------------------ | ------------------ | ------------------------------------------- |
| Béziers (bureau centralisateur) | 34032      | CA Béziers Méditerranée | 95,48            | Fraction : 38 826 (2022) Commune : 80 815 (2022) | 846                | modifier les données · modifier les données |
| Corneilhan                      | 34084      | CA Béziers Méditerranée | 14,23            | 1 632 (2022)                                     | 115                | modifier les données · modifier les données |
| Lignan-sur-Orb                  | 34140      | CA Béziers Méditerranée | 3,41             | 3 227 (2022)                                     | 946                | modifier les données · modifier les données |
| Canton de Béziers-2             | 3403       |                         |                  | 43 685 (2022)                                    |                    | modifier les données                        |

Il inclut les quartiers de Béziers suivants :
- Centre-ville ;
- Place de Gaulle ;
- Cathédrale ;
- Saint-Jacques ;
- Allées Paul Riquet ;
- Saint-Saëns ;
- Gambetta-Garibaldi ;
- Madeleine-République ;
- Capnau ;
- La Galinière ;
- Le Faubourg ;
- Avenue Wilson ;
- Quartier de l'Hours ;
- Les Oiseaux ;
- Four à Chaux ;
- Bonaval ;
- Centre universitaire Du Guesclin ;
- Champ de Mars ;
- Font-Neuve ;
- Foch ;
- Le Gasquinoy ;
- Montflourès ;
- Poussant-le-Bas.

### Cartes du canton

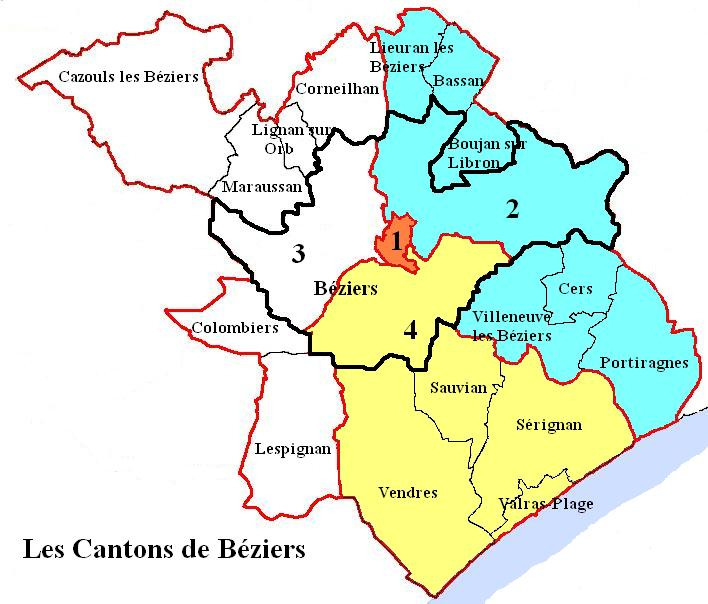
Carte des cantons de Béziers avant 2015.
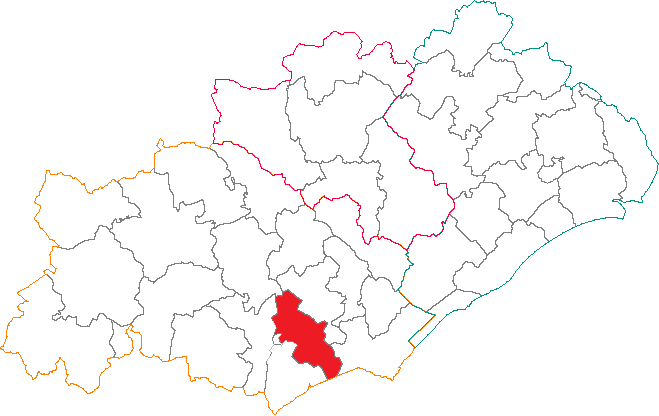
Situation du canton de Béziers-2 dans le département de l'Hérault avant 2015.
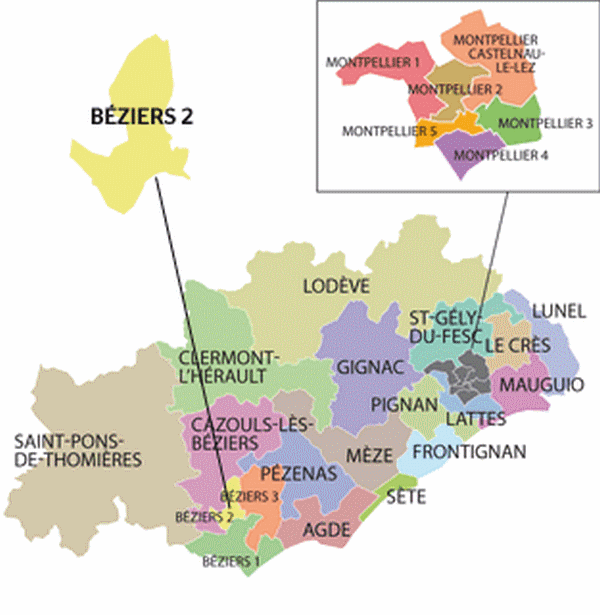
Situation du canton de Béziers-2 dans le département de l'Hérault après 2015.
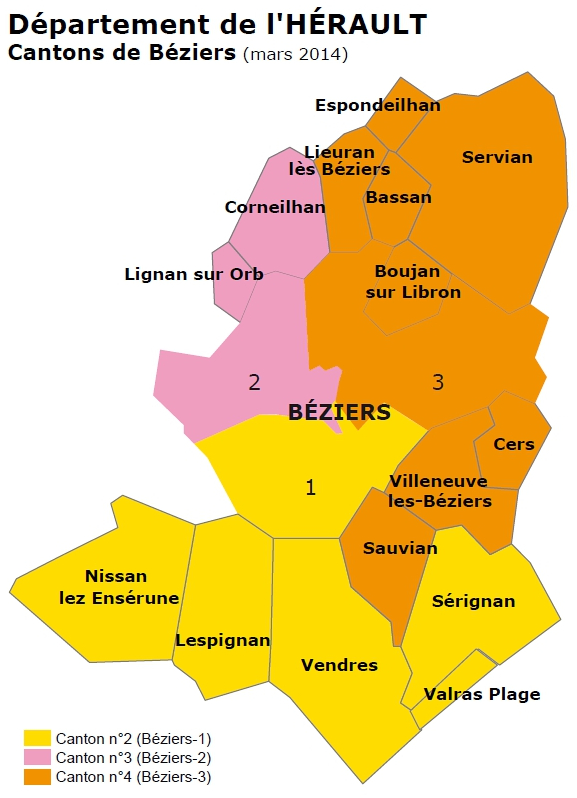
Nouveaux cantons de Béziers.

## Démographie

### Démographie avant 2015
| 1962 | 1968 | 1975 | 1982 | 1990   | 1999   | 2006   | 2011   | 2012   |
| ---- | ---- | ---- | ---- | ------ | ------ | ------ | ------ | ------ |
| -    | -    | -    | -    | 28 171 | 28 842 | 32 227 | 34 532 | 34 807 |

### Démographie depuis 2015
En 2022, le canton comptait 43 685 habitants, en évolution de +2,42 % par rapport à 2016 (Hérault : +7,49 %, France hors Mayotte : +2,11 %).
| 2013   | 2018   | 2022   |
| ------ | ------ | ------ |
| 40 915 | 42 825 | 43 685 |

## Galerie photographique

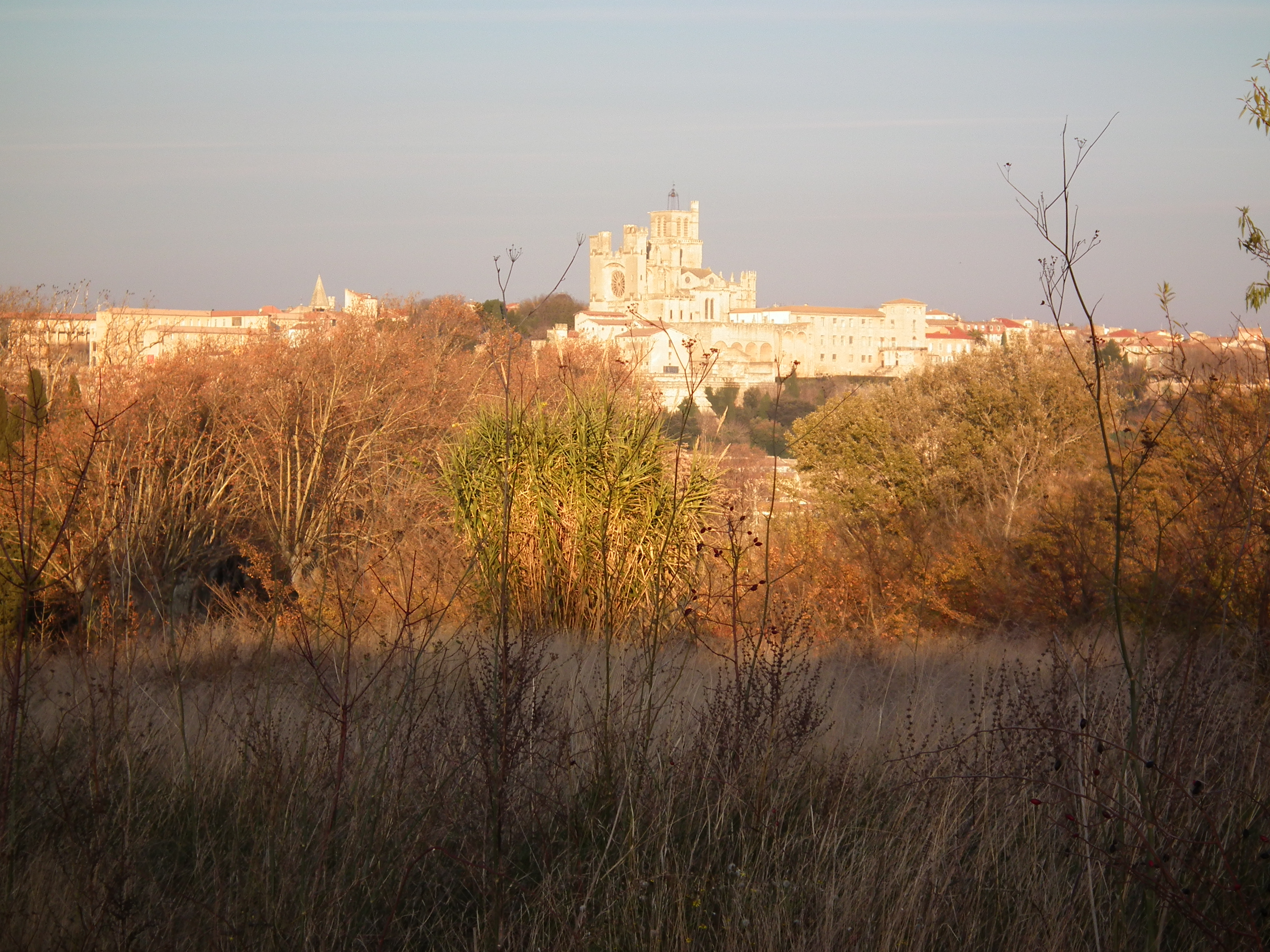
Vue sur la ville et la cathédrale Saint-Nazaire de Béziers.
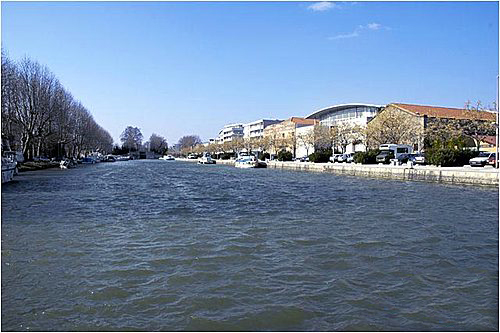
Vue sur l'Orb et le centre universitaire Du Guesclin de Béziers.
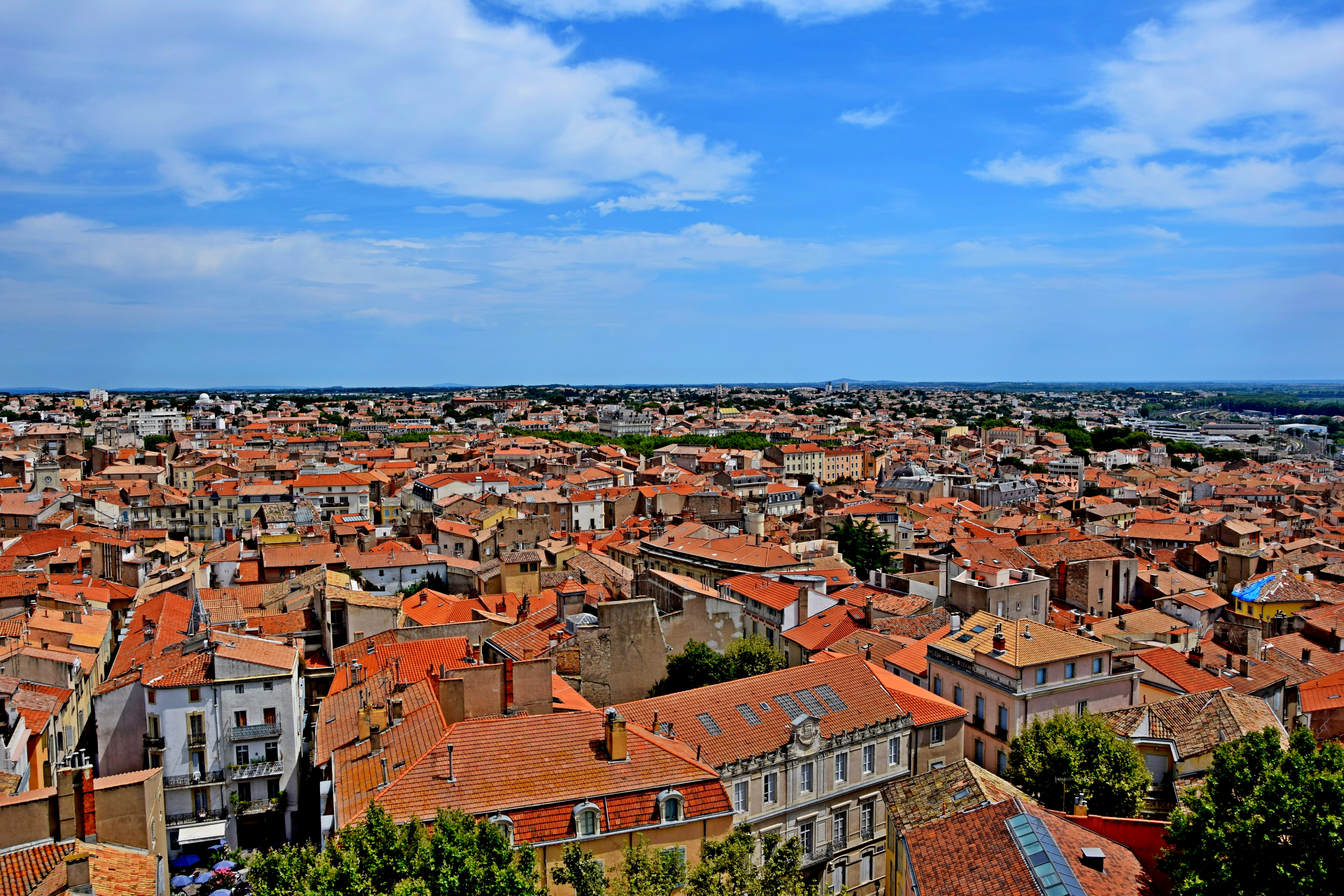
Vue d'une partie de Béziers.
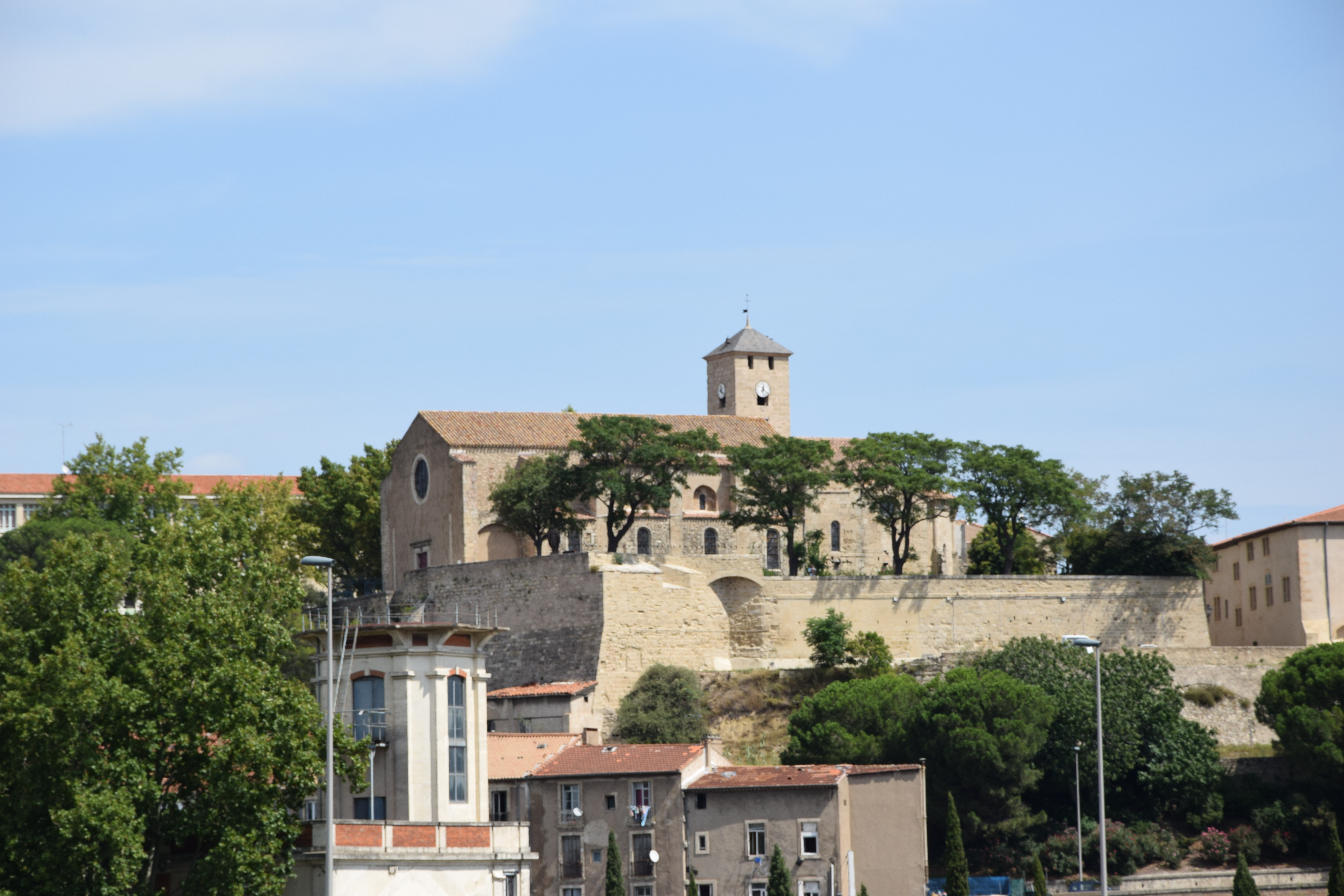
Vue de l'église Saint-Jacques de Béziers.
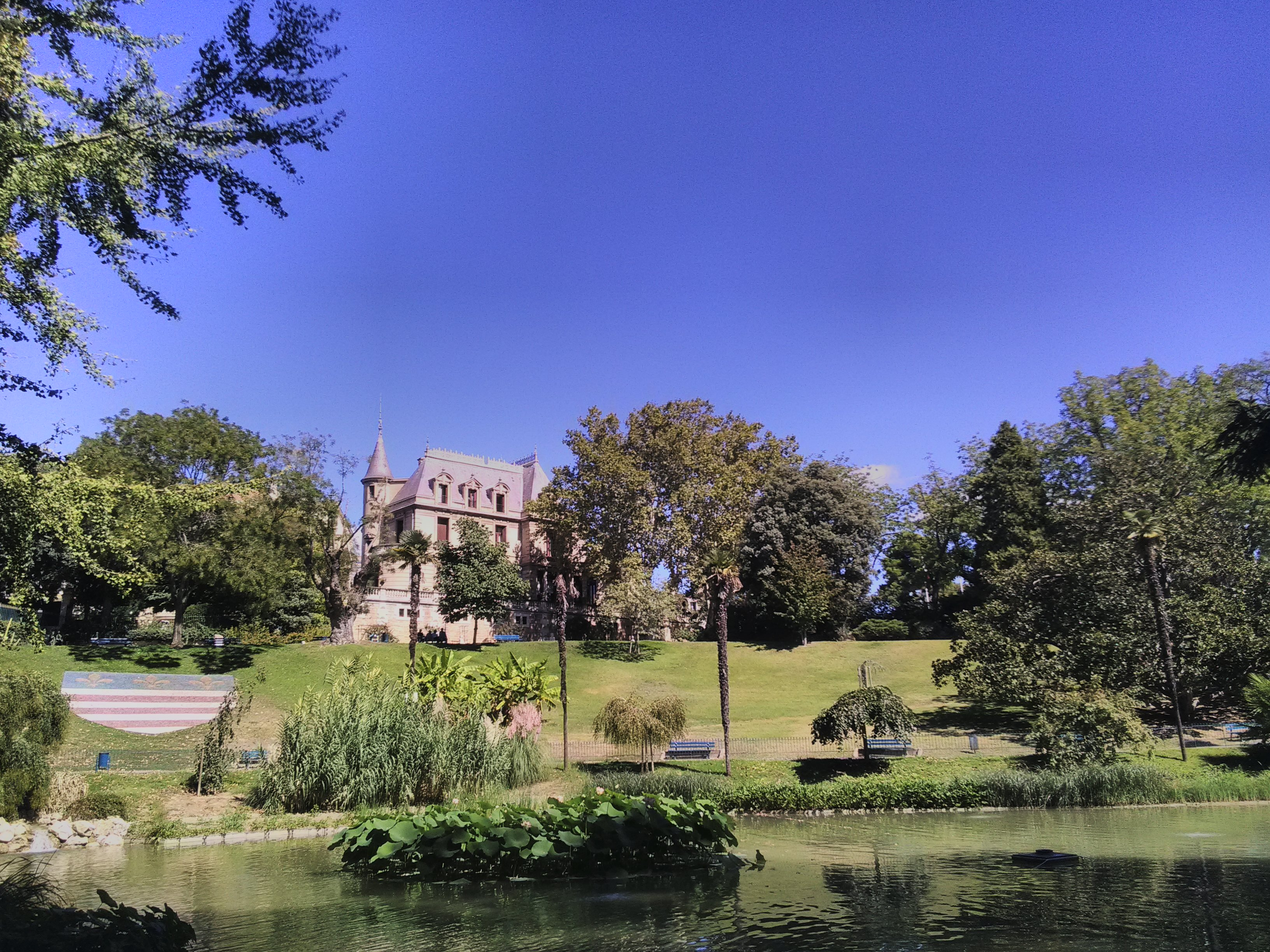
Vue du Jardin des Poètes de Béziers.
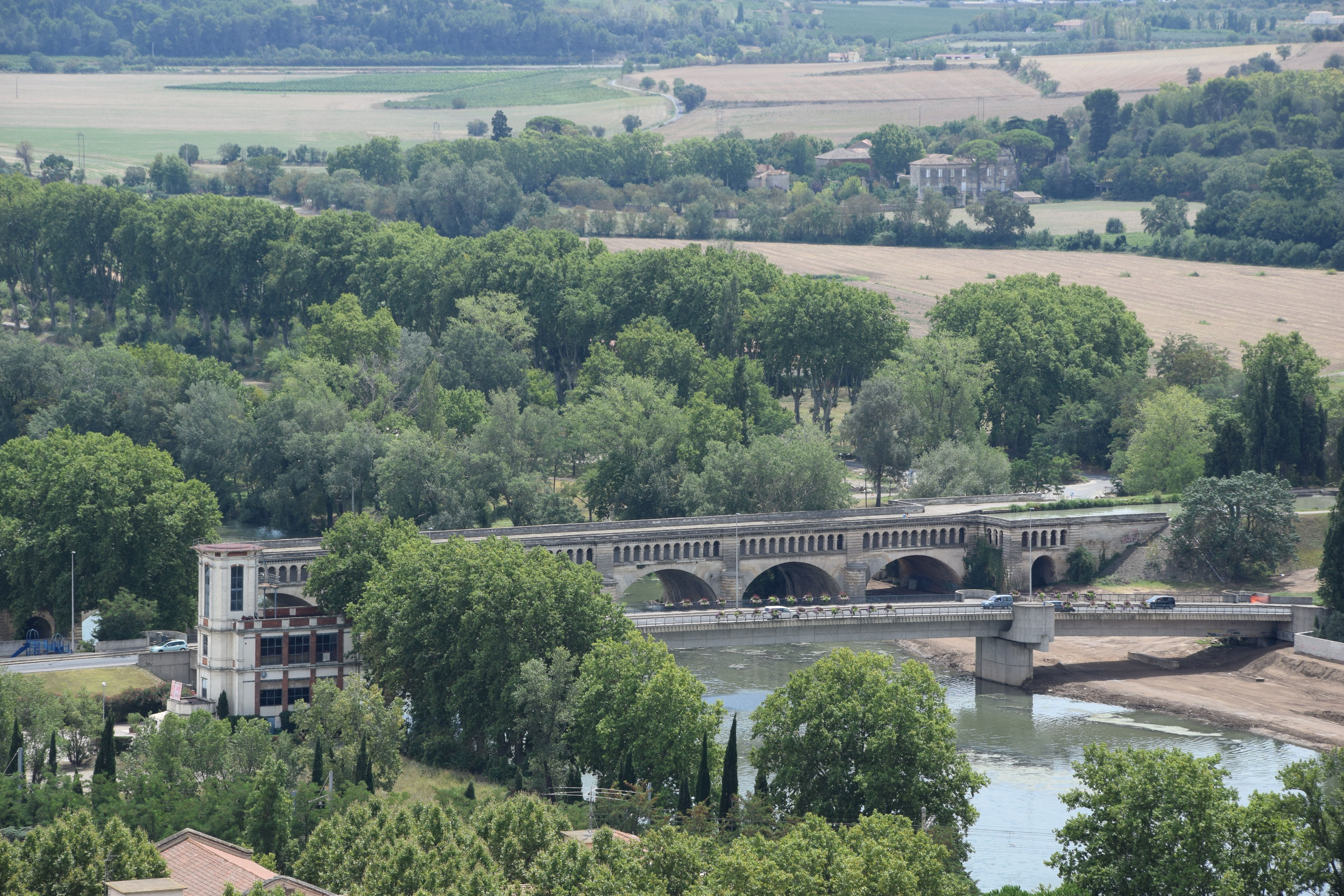
Vue du Pont-canal de l'Orb.